# Don't Mind
Don't Mind is een nummer van de Amerikaanse hiphopartiest Kent Jones uit 2016. Het is de eerste single van zijn eerste mixtape Tours.
De zin "Telling me this..." in het refrein van "Don't Mind" is gesampled uit het nummer "Practice What You Preach" van Barry White. Het nummer werd een grote in Noord-Amerika, en een bescheiden hitje in Europa. In de Amerikaanse Billboard Hot 100 haalde het de 8e positie. In de Nederlandse Top 40 haalde het de 17e positie, en in de Vlaamse Ultratop 50 de 20e.